# Josef Panáček
Josef Panáček, född 8 september 1937 i Staré Město i distriktet Uherské Hradiště i Tjeckoslovakien, död 5 april 2022, var en tjeckoslovakisk sportskytt.
Han blev olympisk guldmedaljör i skeet vid sommarspelen 1976 i Montréal.